# فیلیتوله
فیلیتوله (به ایتالیایی: Filettole) یک منطقهٔ مسکونی در ایتالیا است که در وکیانو واقع شده‌است. فیلیتوله ۱٬۳۸۲ نفر جمعیت دارد و ۱۰ متر بالاتر از سطح دریا واقع شده‌است.